# Persone di nome Rodolfo/Calciatori
| Questa pagina contiene informazioni ricavate automaticamente dalle voci biografiche con l'ausilio del template Bio e di un bot. L'aggiornamento è periodico e automatico e ricostruisce completamente la pagina. Se manca una persona in questa lista, sei pregato di non aggiungerla, ma accertati piuttosto che la sua voce biografica contenga il template Bio e che i dati anagrafici siano correttamente compilati. Se il template Bio manca, inseriscilo tu stesso o, in alternativa, metti l'avviso {{tmp\|Bio}} che ne segnala la mancanza. Se i dati riportati sono sbagliati, correggi direttamente la voce biografica; le modifiche saranno visibili in questa lista entro pochi giorni. Per chiarimenti vedi il progetto antroponimi. La lista contiene solo le 54 persone che sono citate nell'enciclopedia e per le quali è stato implementato correttamente il template Bio. Pagina aggiornata al 22 lug 2025. |

Questa è una lista di persone presenti nell'enciclopedia che hanno il nome Rodolfo e sono calciatori.

## A(2)
- Rodolfo Agostini, calciatore e allenatore di calcio italiano (Viareggio, n. 1916 - Firenze, † 1975)
- Rodolfo Alves de Melo, calciatore brasiliano (Santos, n. 1991)

## B(7)
- Patesko, calciatore brasiliano (Curitiba, n. 1910 - Rio de Janeiro, † 1988)
- Rodolfo Beltrandi, ex calciatore italiano (Imola, n. 1930)
- Rodolfo Betinotti, calciatore argentino (Buenos Aires, n. 1932 - † 2022)
- Rodolfo Blecich, calciatore italiano (Fiume, n. 1912 - Caulfield, † 1959)
- Rodolfo Bonacchi, calciatore italiano (Agliana, n. 1938 - Agliana, † 2007)
- Rodolfo Bonaccorsi, calciatore italiano (Livorno, n. 1917)
- Rodolfo Brondi, calciatore e allenatore di calcio italiano (Livorno, n. 1912)

## C(3)
- Rodolfo Carvajal, ex calciatore venezuelano (n. 1952)
- Rodolfo Cimenti, ex calciatore italiano (Roncade, n. 1950)
- Rodolfo Cota, calciatore messicano (Mazatlán, n. 1987)

## D(7)
- Rodolfo Dantas Bispo, ex calciatore brasiliano (Santos, n. 1982)
- Rodolfo De Jonge, calciatore argentino (n. 1909)
- Rodolfo Dubó, ex calciatore cileno (Punitaqui, n. 1953)
- Rodolfo de Almeida Guimarães, calciatore brasiliano (Mesquita, n. 1993)
- Rodolfo José da Silva Bardella, calciatore brasiliano (São Manuel, n. 1992)
- Rodolfo Filemon, calciatore brasiliano (São Simão, n. 1994)
- Rodolfo Soares, calciatore brasiliano (Rio de Janeiro, n. 1985)

## E(1)
- Marcelo Espinal, calciatore honduregno (La Ceiba, n. 1993)

## F(1)
- Rodolfo Fischer, calciatore argentino (Oberá, n. 1944 - † 2020)

## G(3)
- Rodolfo Gamarra, calciatore paraguaiano (Asunción, n. 1988)
- Rodolfo Gavinelli, calciatore e allenatore di calcio italiano (Torino, n. 1891 - Livorno, † 1921)
- Rodolfo González Aránguiz, calciatore cileno (Santiago del Cile, n. 1989)

## J(1)
- Rodolfo de Zorzi, calciatore argentino (Rosario, n. 1921 - Santa Fe, † 1995)

## K(2)
- Rodolfo Kappenberger, calciatore svizzero (Lugano, n. 1917 - † 2012)
- Rodolfo Gregar, calciatore italiano (Fiume, n. 1911 - Busto Arsizio, † 1995)

## L(1)
- Rodolfo Lima, ex calciatore portoghese (Cascais, n. 1980)

## M(6)
- Rodolfo Madrid, ex calciatore cileno (San Vicente de Tagua Tagua, n. 1980)
- Rodolfo Manzo, ex calciatore peruviano (San Vicente de Cañete, n. 1949)
- Rodolfo Marán, calciatore uruguaiano (Montevideo, n. 1897 - Durazno, † 1983)
- Rodolfo Melani, calciatore italiano (Sampierdarena, n. 1899 - Calco, † 1980)
- Rodolfo Micheli, calciatore argentino (Munro, n. 1930 - Buenos Aires, † 2022)
- Rodolfo Moya, calciatore cileno (Santiago del Cile, n. 1979)

## N(1)
- Rodolfo Negri, calciatore italiano (Milano, n. 1913)

## O(2)
- Rodolfo Orlandini, calciatore argentino (Buenos Aires, n. 1905 - Buenos Aires, † 1990)
- Rodolfo Ostromann, calciatore italiano (Pola, n. 1903 - Pola, † 1960)

## P(4)
- Rodolfo Pini, calciatore uruguaiano (n. 1926 - † 2000)
- Rodolfo Pippo, calciatore uruguaiano
- Rodolfo Pizarro, calciatore messicano (Tampico, n. 1994)
- Rodolfo Puttar, calciatore italiano (Trieste, n. 1910 - † 1964)

## R(4)
- Rodolfo Reich, calciatore italiano (Fiume)
- Rodolfo Requelme, ex calciatore uruguaiano (Montevideo, n. 1985)
- Rodolfo Rodríguez, ex calciatore uruguaiano (Montevideo, n. 1956)
- Rodolfo Rodríguez Mojica, ex calciatore costaricano (Calle Blancos, n. 1980)

## S(3)
- Rodolfo Salinas, ex calciatore messicano (Durango, n. 1987)
- Rodolfo Sandoval, ex calciatore uruguaiano (n. 1948)
- Rodolfo Sulia, calciatore portoricano (Carolina, n. 2002)

## T(2)
- Rodolfo Tomich, calciatore e allenatore di calcio italiano (Pola, n. 1903)
- Rodolfo Tommasi, calciatore italiano (Abbazia, n. 1907 - Abbazia, † 1993)

## V(2)
- Rodolfo Vilchis, ex calciatore messicano (Zitácuaro, n. 1989)
- Rodolfo Volk, calciatore italiano (Fiume, n. 1906 - Nemi, † 1983)

## Z(2)
- Rodolfo Zelaya, calciatore salvadoregno (Usulután, n. 1988)
- Rodolfo Zorzi, calciatore e arbitro di calcio italiano (Udine, n. 1897)